# لمحة عامة عن السعودية

موقع السعودية

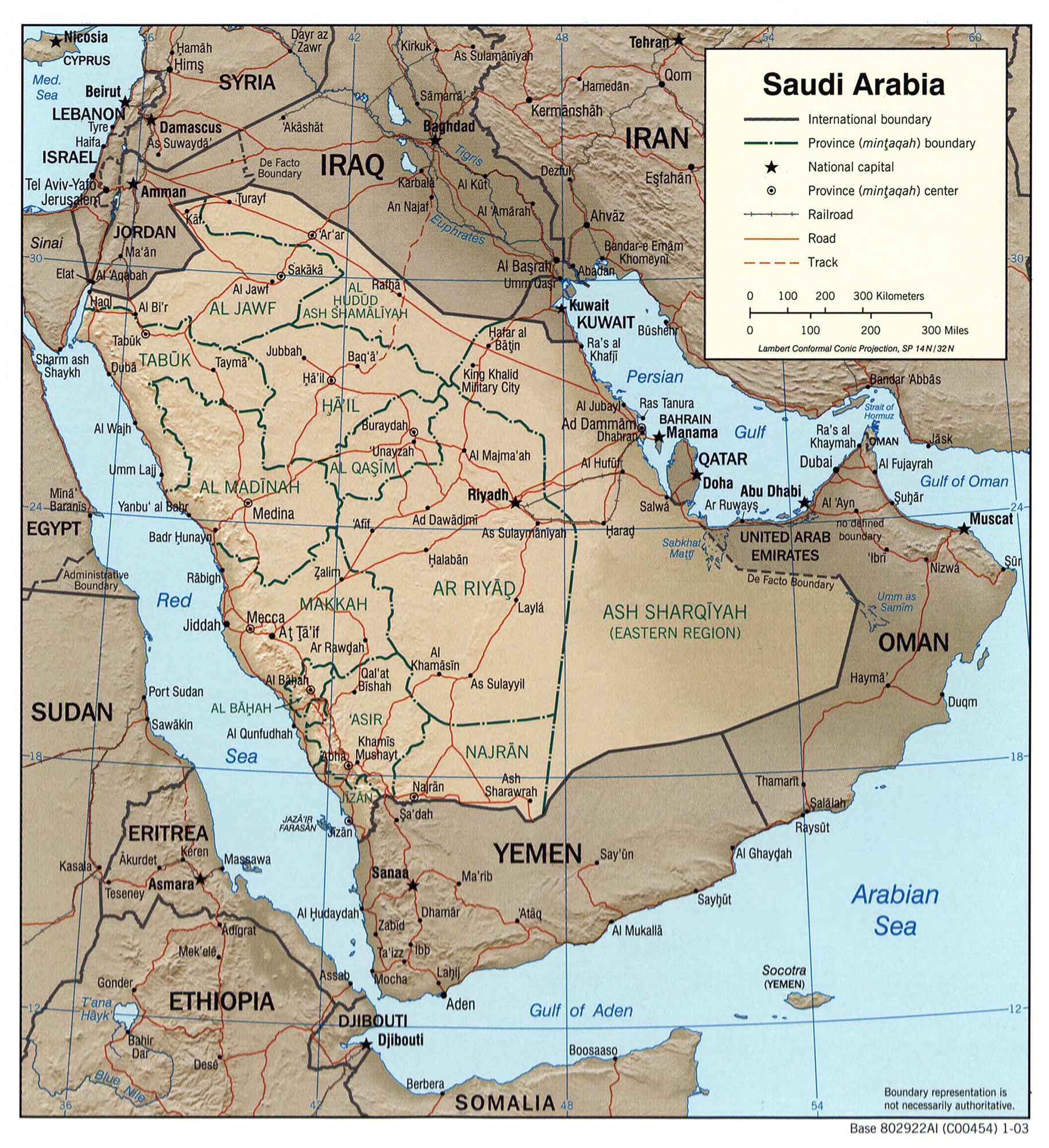
An enlargeable relief map of the السعودية

هذه المقالة تقدم الخطوط العريضة ولمحة عامة ودليل المواضيع العامة عن المملكة العربية السعودية:
المملكة العربية السعودية أو السعودية ، أو (KSA)، هي دولة ذات سيادة، والتي تضم الجزء المركزي من شبه الجزيرة العربية من جنوب غرب آسيا. يحد المملكة العربية السعودية من جهة الشمال الغربي الأردن، ومن الشمال العراق ومن الشمال الشرقي، الكويت، ومن الشرق، قطر، البحرين، و الإمارات العربية المتحدة، ومن الجنوب الشرقي سلطنة عمان، و من الجنوب اليمن. كما يحدها الخليج العربي من الشمال الشرقي و البحر الأحمر من الغرب. ويقدر عدد سكانها 32,175,224 مليون نسمة، وبمساحة حوالي 2,150,000 كم مربع (830,000 ميل مربع).
ويطلق على المملكة في بعض الأحيان "أرض الحرمين الشريفين"، في إشارة إلى مكة المكرمة والمدينة المنورة، وهما أقدس الأماكن الإسلامية. وأسس السعودية الملك عبد العزيز بن عبد الرحمن بن فيصل آل سعود، وذلك عندما استعاد الرياض في عام 1902، وأستمر في التوسع حتى عام 1932 مع إعلان قيام المملكة العربية السعودية.
المملكة العربية السعودية هي الرائدة عالميا في تصدير النفط وتُعد صادرات النفط هي المغذي الرئيسي للاقتصاد السعودي. ويشكل النفط أكثر من 90 في المئة من الصادرات ونحو 75 في المئة من الإيرادات الحكومية، 

## معلومات عامة
- ألفبائية صوتية دولية:
- الاسم العام بالإنجليزية: السعودية

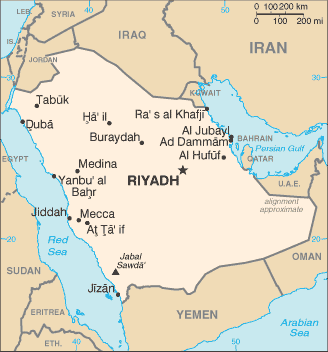
خريطة السعودية

- الاسم الرسمي بالإنجليزية: en:Kingdom of Saudi Arabia
- Adjectives: السعودية، السعودية
- Demonym(s):
- تأثيل: السعودية
- التصنيفات الدولية للسعودية
- قائمة الدول حسب المعيار الدولي أيزو 3166-1: SA, SAU, 682
- أيزو 3166-2: أنظر أيزو 3166-2:SA
- إنترنت النطاق الأعلى في ترميز الدولة: .sa

|              |  |               |
| علم السعودية |  | شعار السعودية |

## جغرافية المملكة العربية السعودية

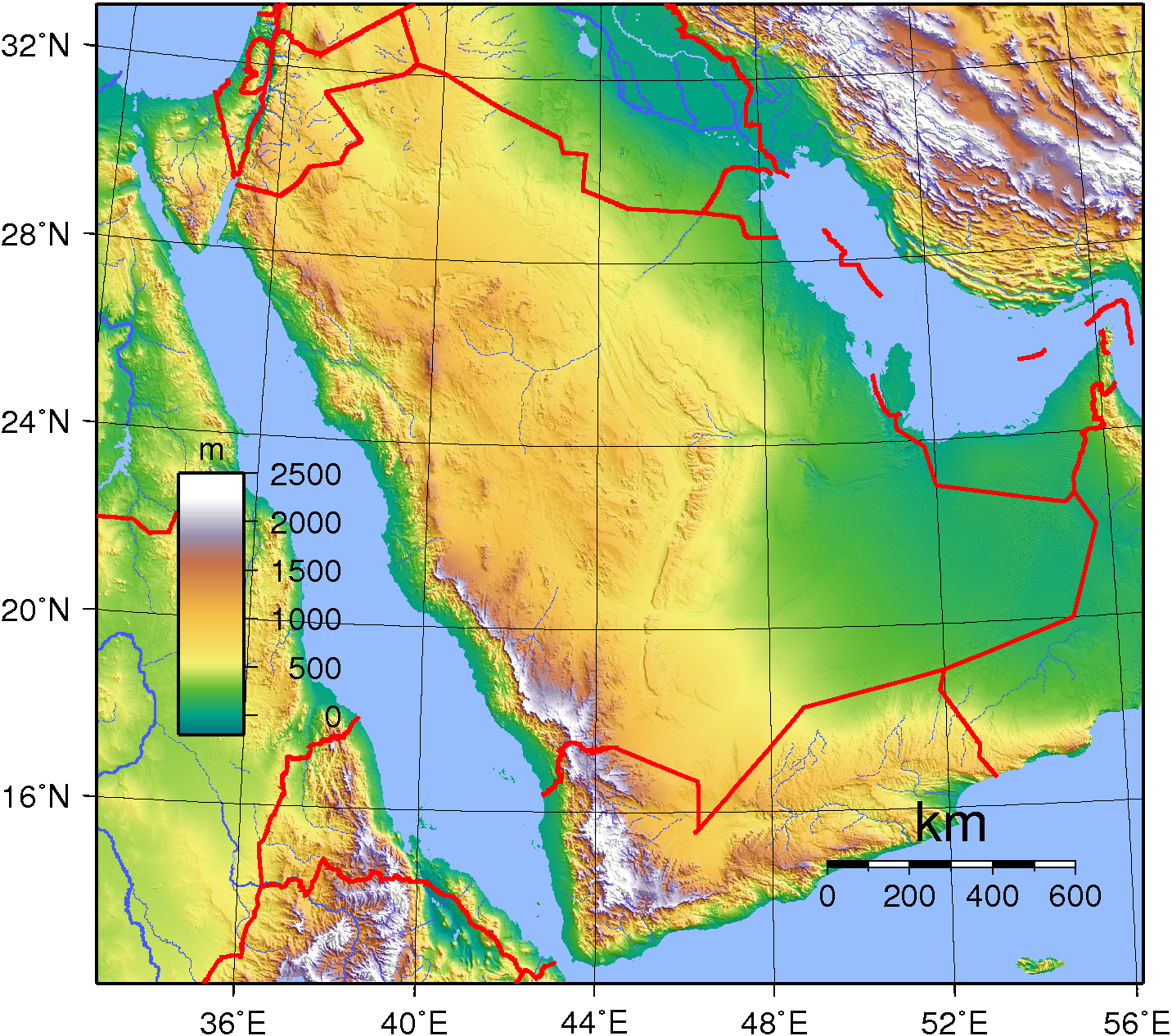
خريطة طبوغرافية للمملكة العربية السعودية

- المملكة العربية السعودية: دولة قومية
- الموقع:
  - نصف الأرض الشمالي ونصف الأرض الشرقي
  - أوراسيا
    - آسيا
      - غرب آسيا

  - الشرق الأوسط
    - شبه الجزيرة العربية

  - منطقة زمنية: ت ع م+03:00
  - النقاط المتطرفة من المملكة العربية السعودية
    - أعلى: السودة 3,133 م (10,279 قدم)
    - أدنى: الخليج العربي والبحر الأحمر 0 متر

  - الحدود البرية: 4,431 كم

 اليمن 1,458 كم
 العراق 814 كم
 الأردن 744 كم
 سلطنة عمان 676 كم
 الإمارات العربية المتحدة 457 كم
 الكويت 222 كم
 قطر 60 كم
- الساحل: 2,640 كم

- تعداد سكان المملكة العربية السعودية: 24,735,000 - قائمة الدول والتبعيات حسب عدد السكان
- مساحة المملكة العربية السعودية: 2,149,690 كم2
- أطلس المملكة العربية السعودية

### البيئة في المملكة العربية السعودية
- مناخ المملكة العربية السعودية.

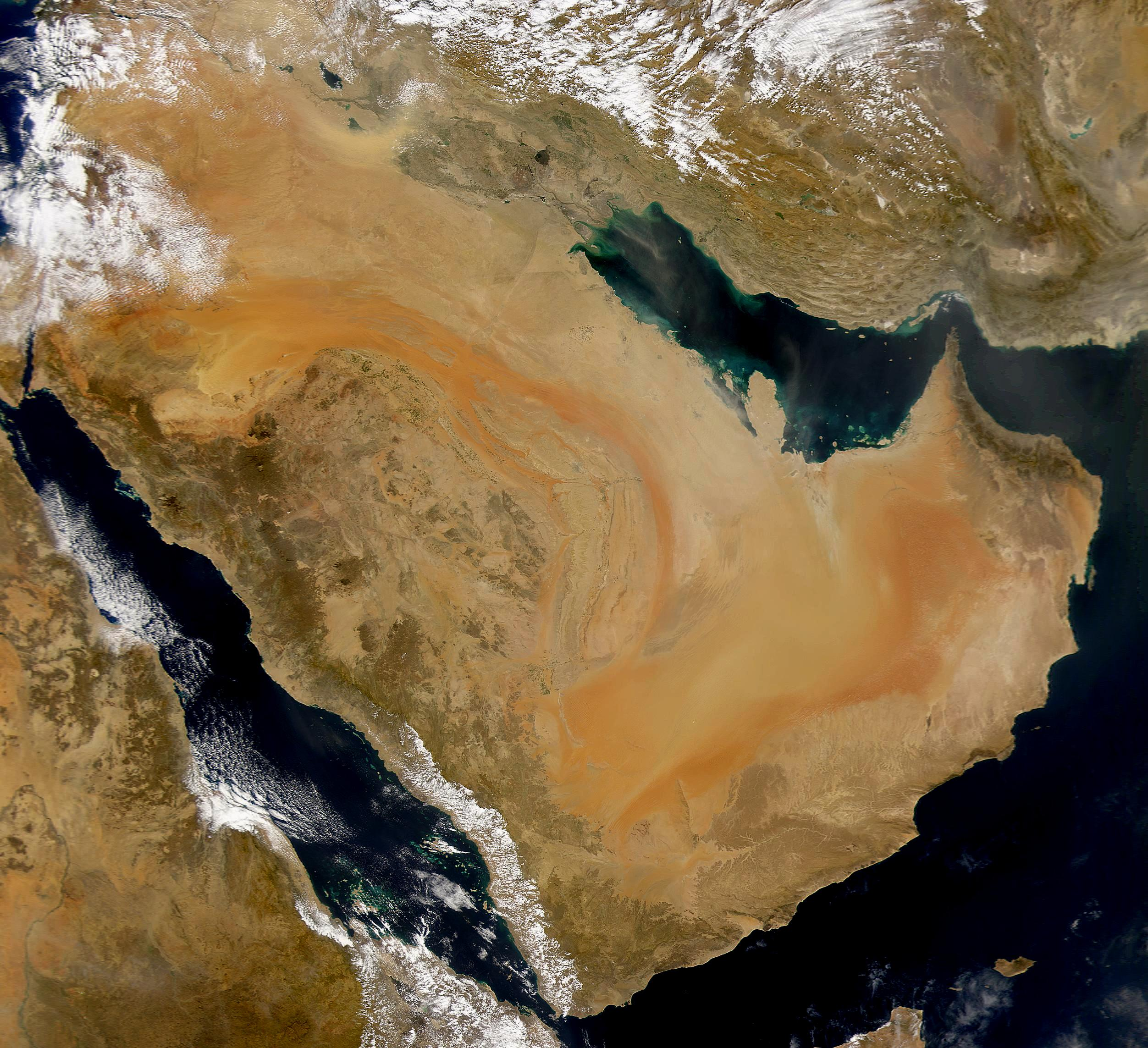
صورة بالأقمار الصناعية للمملكة العربية السعودية

- الطاقة المتجددة في المملكة العربية السعودية.
  - الطاقة الشمسية في السعودية.
- جيولوجيا المملكة العربية السعودية.
- المناطق المحمية في المملكة العربية السعودية.
  - Biosphere reserves in Saudi Arabia.
  - المتنزهات الوطنية في المملكة العربية السعودية.
- الحياة البرية في المملكة العربية السعودية.
  - الحيوانات في المملكة العربية السعودية.
    - طيور المملكة العربية السعودية.
    - الثدييات في المملكة العربية السعودية
- جمعية البيئة السعودية

#### السمات الجغرافية الطبيعية للمملكة العربية السعودية
- الأنهار في المملكة العربية السعودية
- جزر المملكة العربية السعودية
- بحيرات المملكة العربية السعودية
- جبال المملكة العربية السعودية
  - البراكين في السعودية
- أنهار من المملكة العربية السعودية
  - الشلالات في المملكة العربية السعودية
- الأودية في السعودية
- قائمة مواقع التراث العالمي في الدول العربية

### مناطق المملكة العربية السعودية

#### التقسيمات الإدارية في المملكة العربية السعودية
- إمارات المناطق في المملكة العربية السعودية
  - محافظات المملكة العربية السعودية
    - مدن السعودية

##### إمارات المملكة العربية السعودية
| م  | المنطقة               | العاصمة الإداريّة | عدد المحافظات(4) | المساحة (كم2) | مراجع         |  |
| 1  | منطقة الجوف           | سكاكا            | 3                | 85,000        | [ 5 ] [ 6 ]   |  |
| 2  | منطقة الحدود الشمالية | عرعر             | 3                | 104,000       | [ 5 ] [ 7 ]   |  |
| 3  | منطقة تبوك            | تبوك             | 6                | 136,000       | [ 5 ] [ 8 ]   |  |
| 4  | منطقة حائل            | حائل             | 8                | 120,000       | [ 5 ] [ 9 ]   |  |
| 5  | منطقة المدينة المنورة | المدينة المنورة  | 8                | 150,000       | [ 5 ] [ 10 ]  |  |
| 6  | منطقة القصيم          | بريدة            | 12               | 73,000        | [ 5 ] [ 11 ]  |  |
| 7  | منطقة مكة المكرمة     | مكة المكرمة      | 16               | 137,000       | [ 5 ] [ 12 ]  |  |
| 8  | منطقة الرياض          | مدينة الرياض     | 20               | 380,000       | [ 13 ] [ 14 ] |  |
| 9  | المنطقة الشرقية       | الدمام           | 11               | 540,000       | [ 5 ] [ 15 ]  |  |
| 10 | منطقة الباحة          | الباحة           | 9                | 12,000        | [ 5 ] [ 16 ]  |  |
| 11 | منطقة عسير            | أبها             | 15               | 80,000        | [ 5 ] [ 17 ]  |  |
| 12 | منطقة جازان           | جازان            | 16               | 13,000        | [ 5 ] [ 18 ]  |  |
| 13 | منطقة نجران           | نجران            | 7                | 130,000       | [ 5 ] [ 19 ]  |  |

##### بلديات المملكة العربية السعودية
- عاصمة المملكة العربية السعودية: الرياض

## الحكومة والسياسة في السعودية
مقالة مفصلة: سياسة المملكة العربية السعودية
- حكومة:
- عاصمة المملكة العربية السعودية: الرياض
- نظام الانتخابات السعودية
- قائمة الأحزاب السياسية في السعودية

### فروع الحكومة في السعودية

#### الفرع التنفيذي للحكومة السعودية
- رأس الدولة: قائمة ملوك السعودية، سلمان بن عبد العزيز آل سعود
- رئيس حكومة: رئاسة مجلس الوزراء السعودي، سلمان بن عبد العزيز آل سعود
- ولي العهد - نائب رئيس مجلس الوزراء - وزير الدفاع - محمد بن سلمان بن عبد العزيز آل سعود
- مجلس الوزراء السعودي

#### الفرع التشريعي للحكومة السعودية
- مجلس الشورى السعودي
  - صالح بن عبد الله بن حميد

#### الفرع القضائي للحكومة السعودية
- المحكمة العليا في السعودية

### علاقات السعودية الخارجية
- قائمة البعثات الدبلوماسية في السعودية
- قائمة البعثات الدبلوماسية السعودية

#### عضوية المنظمات الدولية
المملكة العربية السعودية هي عضو في:
| - البنك الإفريقي للتنمية (AfDB) (عضو غير إقليمي) - المصرف العربي للتنمية الاقتصادية في أفريقيا (ABEDA) - الصندوق العربي للإنماء الاقتصادي والاجتماعي (AFESD) - صندوق النقد العربي (AMF) - بنك التسويات الدولية (BIS) - مجلس التعاون لدول الخليج العربية (GCC) - منظمة الأغذية والزراعة (FAO) - مجموعة ال77 (G77) - مجموعة العشرين (G20) - الوكالة الدولية للطاقة الذرية (IAEA) - البنك الدولي للإنشاء والتعمير (IBRD) - غرفة التجارة الدولية (ICC) - المنظمة الدولية للطيران المدني (ICAO) - منظمة الشرطة الجنائية الدولية (Interpol) - الاتحاد الدولي لجمعيات الصليب الأحمر والهلال الأحمر (IFRCS) - مؤسسة التمويل الدولية (IFC) - الصندوق الدولي للتنمية الزراعية (IFAD) - المنظمة الهيدروغرافية الدولية (IHO) - منظمة العمل الدولية (ILO) - المنظمة البحرية الدولية (IMO) - منظمة الأقمار الصناعية المتنقلة الدولية (IMSO) - صندوق النقد الدولي (IMF) - اللجنة الأولمبية الدولية (IOC) - المنظمة الدولية للمعايير (ISO) - جمعية الصليب والهلال الأحمر (ICRM) - الاتحاد الدولي للاتصالات (ITU) | - المنظمة الدولية للاتصالات الساتلية (ITSO) - الاتحاد البرلماني الدولي (IPU) - البنك الإسلامي للتنمية (IDB) - جامعة الدول العربية (LAS) - وكالة ضمان الاستثمار متعدد الأطراف (MIGA) - حركة عدم الانحياز (NAM) - منظمة التعاون الإسلامي (OIC) - منظمة حظر الأسلحة الكيميائية (OPCW) - منظمة الدول الأمريكية (OAS) (مراقب) - منظمة الدول العربية المصدرة للنفط (OAPEC) - أوبك (OPEC) - محكمة التحكيم الدائمة (PCA) - Tabush Web Designer & SEO Consultant (Tabush) - الأمم المتحدة (UN) - مؤتمر الأمم المتحدة للتجارة والتنمية (UNCTAD) - يونسكو (UNESCO) - منظمة الأمم المتحدة للتنمية الصناعية (UNIDO) - وكالة الأمم المتحدة لإغاثة وتشغيل اللاجئين الفلسطينيين (UNRWA) - الاتحاد البريدي العالمي (UPU) - منظمة الجمارك العالمية (WCO) - الاتحاد العالمي لنقابات العمال (WFTU) - منظمة الصحة العالمية (WHO) - المنظمة العالمية للملكية الفكرية (WIPO) - المنظمة العالمية للأرصاد الجوية (WMO) - منظمة السياحة العالمية (UNWTO) - منظمة التجارة العالمية (WTO) |

### القانون والنظام في السعودية
مقالة مفصلة: قانون سعودي وشريعة إسلامية
- عقوبة الإعدام في السعودية
- قانون سعودي
- الجريمة في السعودية
- حقوق الإنسان في السعودية
  - حقوق المرأة في السعودية
- قانون سعودي
  - هيئة الأمر بالمعروف والنهي عن المنكر

### الجيش في السعودية
- القيادة
  - رئيس الأركان:
    - القوات المسلحة السعودية
- القوات
  - القوات البرية الملكية السعودية
  - القوات البحرية الملكية السعودية
  - القوات الجوية الملكية السعودية
  - القوات الخاصة السعودية
- التاريخ العسكري للمملكة العربية السعودية
- رتب عسكرية سعودية

## تاريخ السعودية
مقالة مفصلة: تاريخ السعودية، الجدول الزمني لتاريخ المملكة العربية السعودية والأحداث الجارية في المملكة العربية السعودية
- اقتصاد السعودية
- التاريخ العسكري للمملكة العربية السعودية

## الثقافة في السعودية
- العمارة السعودية
- مطبخ سعودي
- المهرجانات في السعودية
- السعودية
- الإعلام في السعودية
- رموز وطنية في السعودية
  - شعار السعودية
  - علم السعودية
  - النشيد الوطني السعودي
- شعب المملكة العربية السعودية
- الدعارة في السعودية
- العطل الرسمية في السعودية
- سجلات المملكة العربية السعودية
- الدين في السعودية
  - البوذية في السعودية
  - المسيحية في السعودية
  - الهندوسية في الدول العربية
  - الإسلام في السعودية
  - Judaism in Saudi Arabia
  - الدين في السعودية
- قائمة مواقع التراث العالمي في الدول العربية

### الفن في السعودية
- الفن في السعودية
- سينما سعودية
- الأدب في السعودية
- الموسيقى في السعودية
- التلفزيون في السعودية
- المسرح في السعودية

### الرياضة في السعودية
- قائمة الملاعب الرياضية في السعودية
- كرة قدم في السعودية
- السعودية في الألعاب الأولمبية

## الاقتصاد والبنية التحتية في السعودية
- قائمة الدول حسب الناتج المحلي الإجمالي: 25 (الخامس والعشرون)
- الزراعة في السعودية
- البنوك في المملكة العربية السعودية
  - البنوك الوطنية في المملكة العربية السعودية
- الاتصالات في السعودية
  - الاتصالات في السعودية
- قائمة الشركات السعودية
- عملة: ريال سعودي
  - أيزو 4217: SAR
- اقتصاد السعودية
- الطاقة في السعودية
  - الطاقة في السعودية
  - صناعة النفط في المملكة العربية السعودية
- الرعاية الصحية في المملكة العربية السعودية
- التعدين في السعودية
  - شركة التعدين العربية السعودية
- السوق المالية السعودية (تداول)
- السياحة في السعودية
- النقل في السعودية
  - قائمة مطارات السعودية
  - المؤسسة العامة للخطوط الحديدية
  - طرق السعودية
- إمداد المياه والصرف الصحي في السعودية

## وصلات خارجية
أطلس ويكيميديا حول المملكة العربية السعودية
- الصحف عبر الإنترنت في المملكة العربية السعودية
- Arab versus Asian migrant workers in the GCC countries
- The New York Times "Asterisk Aside, First National Vote for Saudis" 2005-02-10
- BBC "Q&A: Saudi municipal elections"
- BBC "Saudis' first exercise in democracy"
- Hesbah.com site of Authority for the Promotion of Virtue and Prevention of Vice Forum for Saudis to anonymously report "un-Islamic" activities to the Mutaween.
- "Saudi says US human trafficking criticism unfounded"
- "Documentation of Internet Filtering in Saudi Arabia"
- The Ideology of Terrorism and Violence in Saudi Arabia: Origins, Reasons and Solution
- Does Saudi Arabia Preach Intolerance in the UK and US? بي دي إف  (844 KB)

حكومة
- Saudi Arabian Information Resource, وزارة التعليم السعودية
- Saudi Arabian Information Resource, وزارة الثقافة والإعلام السعودية
- Royal Embassy of Saudi Arabia in واشنطن العاصمة

لمحات عامة;
- Understanding Saudi Arabia, كمال نواش
- BBC News Country Profile - المملكة العربية السعودية
- CIA World Factbook - المملكة العربية السعودية
- Congressional Research Service (CRS) Reports regarding Saudi Arabia
- US State Department - Saudi Arabia includes Background Notes, Country Study and major reports
- U.S. Energy Information Administration - Country Energy Profiles - Saudi Arabia

الدلائل
- SAMIRAD website - Saudi Arabia Market Information and Directory directory category
- Arab Gateway - Saudi Arabia
- Saudi Arabia على مشروع الدليل المفتوح
- Yahoo! - Saudi Arabia directory category
- Datarabia - Saudi Royal Family, Business Directory - Saudi Arabia directory category

وصلات أخرى
- Mark Steel: Why does Saudi Arabia need military aid?
- Saudi Arabia: Historical Demographic Data Factsheet
- Saudi Match Point - a novel set in contemporary Saudi Arabia
- Asinah - Saudi Arabia
- British Business Group, Jeddah
- eSaudi.info Information about Saudi Arabia Historical
- U.S. Department of Justice: Foreign Agents Registration Act